# Panhard EBR
La Panhard EBR (Engin Blindé de Reconnaissance, in italiano Mezzo Blindato da Ricognizione) è un veicolo corazzato da combattimento realizzato dalla Panhard per l'Armée de terre e poi utilizzato in tutto il mondo, in particolare da parte dalla Francia durante la guerra d'Algeria e dell'Exército Português durante la guerra coloniale portoghese in Angola, Mozambico e Guinea-Bissau.
Il mezzo, dotato di un cannone da 75 mm (o 90 mm), è classificato come un veicolo corazzato da combattimento di fanteria o più precisamente come un veicolo da combattimento ad armamento pesante, dal momento che dotato di un cannone superiore a 75 mm. Il mezzo in versione ETT (Engin de Transport de Troupes, in italiano: Mezzo da Trasporto di Truppe) è classificato come un veicolo corazzato da trasporto truppa.

## Storia
Dal 1935, la Francia si è impegnata nella produzione di ruote per veicoli autoblindo per la ricognizione, con capacità anticarro. Questo fu il risultato delle riforme avviate dalla 2e division légère mécanique (DLM).
Questo impiego nella dottrina francese nasce dalla necessaria tattica di riuscire a coprire le vaste zone del campo di battaglia. Degno di nota è il modo in cui i serbatoi furono meglio distribuiti, ammassati e concentrati, che impedisce la dispersione per la sicurezza.
I veicoli da ricognizione francese presentano un tratto particolare, ovvero sono pesantemente armati. Dal Panhard 178 armato con un cannone anticarro da 47 mm, che era, per quel periodo, un calibro notevole per un veicolo leggero, al diretto successore dell'EBR, l'AMX-10RC, utilizzato anch'esso per la ricognizione, dotato di 6 ruote, e armato con un potente cannone da 105 mm con accensione automatica, e una potenza di fuoco pari a un carro armato del 1980. Quest'arma fu utilizzata anche nell'AML e nell'ERC.
Questi mezzi da ricognizione non sono solo finalizzati alla scoperta e all'indagine (missioni che possono essere soddisfatte con veicoli più leggeri e armati con armi leggere), ma anche per missioni di sicurezza sul campo di battaglia (ad esempio, sicurezza e protezione offensive), che richiedono una notevole potenza di fuoco non solo per distruggere gli elementi nemici in anticipo, ma anche per opporsi a eventuali incursioni di mezzi blindati.
Il Panhard EBR fu impiegato durante la guerra d'Algeria, per sorvegliare tra l'altro le linee Morice e Challe, durante la crisi di Biserta, la guerra d'indipendenza dell'Angola, la guerra delle sabbie e la guerra del Sahara occidentale. 

Questo veicolo, senza la torretta, fu utilizzato per trasportare il feretro del generale de Gaulle nel 1970 a Colombey-les-Deux-Églises.

## Tecnica
La EBR è un veicolo da ricognizione a 8x8 ruote che trae le origini dal modello 201, un mezzo da ricognizione da 8 tonnellate progettato prima della seconda guerra mondiale, ma rimasto prototipo e poi demolito prima della fine della guerra. La EBR nacque nel dopoguerra per il concorso per la produzione di una nuova blindo da ricognizione. Il prototipo apparve nel 1948, con produzione solo a partire dal 1950 (pieno livello solo dal 1954), come Mod 51, con oltre 1200 unità fabbricate entro il 1960. Ben corazzato (fino a 40 mm frontale) per essere una blindo, l'EBR era soprattutto armata con un cannone FL-11 da 90 mm o 75 mm anche conosciuto come FL-10 L/48 posto su di una torretta oscillante e supportata da tre o quattro mitragliatrici MAC 1931 da 7,5 mm, una co-assiale, una azionata dal conducente, una dal pilota posteriore e una per il comandante, anche se quest'ultima non è stata montata su tutte le EBR. La EBR aveva un equipaggio di quattro persone (di cui due nella torretta), ed è stata alimentata da un motore 200 hp, raffreddato ad aria, con 12 cilindri (con doppi carburatori e compressione 6,6:1, permettendo di funzionare anche con un basso numero di ottano nella benzina). Il motore è basato su quello che equipaggiava le vetture civili Panhard, a due cilindri raffreddato ad aria, ma è montato sotto il pavimento del vano di combattimento, che ha come spiacevole conseguenza di dover rimuovere la torretta per poter effettuare le riparazioni al motore.
L'EBR fu progettata nel 1951 dalla Panhard, con la capacità di poter essere guidata da due postazioni simmetriche, fronte e retro. Essa può raggiungere una velocità di 100 km/h e ha montate ruote da 36 cm, con diametro di 6 cm con pneumatici Michelin e Veil-Picard, che essendo riempite di una miscela di celle all'azoto, hanno la capacità di poter assorbire i colpi di proiettile e di non sgonfiarsi. Lo scafo corazzato è montato su un otto ruote motrici, con 4 ruote metalliche interne, che possono essere elevate per la guida su strada. Le quattro ruote centrali hanno cerchi in alluminio con dentature in acciaio. Le otto ruote presentano una pressione a terra distribuita di soli 0,7 kg/cm2.
Il modello del 1954 presenta un miglior armamento, con un cilindro allungato 75 mm, permettendo al proietto di avere una velocità di 1000 m/s. Infine, la versione del 1963 rafforza ulteriormente la potenza di fuoco con un cannone da 90 mm.

## Versioni
Il mezzo è stato prodotto in 1.202 esemplari di serie: 1.174 EBR 75 (650 dei quali modernizzati in versione EBR 90) e 28 EBR ETT.
EBR 75
- Versione 51: con 1 cannone da 75mm SA 49 (Vo 600 m/s), 3 mitragliatrici da 7,5mm e 4 DREB lancia granate fumogene sulla torretta FL 11.
- Versione 54: con 1 cannone da 75mm SA 50 (Vo 1000 m/s), 3 mitragliatrici da 7,5mm e 4 DREB lancia granate fumogene sulla torretta FL 10.

EBR 90
- Versione 66: con 1 cannone da 90mm D921A Mle F 2 (Vo 750m/s), 3 mitragliatrici da 7,5mm e 4 DREB lancia granate fumogene sulla torretta FL 11 (modernizzazione di 650 mezzi della versione 51).

EBR ETT
- Versione trasporto truppe: con una torretta CAFL 38 con mitragliatrice (prodotta in 2 prototipi e 28 esemplari di serie per il Portogallo).

## Utilizzatori
Francia
279 EBR con torretta FL 10 e 836 EBR con torretta FL 11
 Indonesia
3 EBR
 Marocco
Cessione di diversi EBR dalla Francia
 NATO
6 EBR
 Portogallo
50 EBR con torretta FL 10 e 28 EBR ETT

## Galleria d'immagini

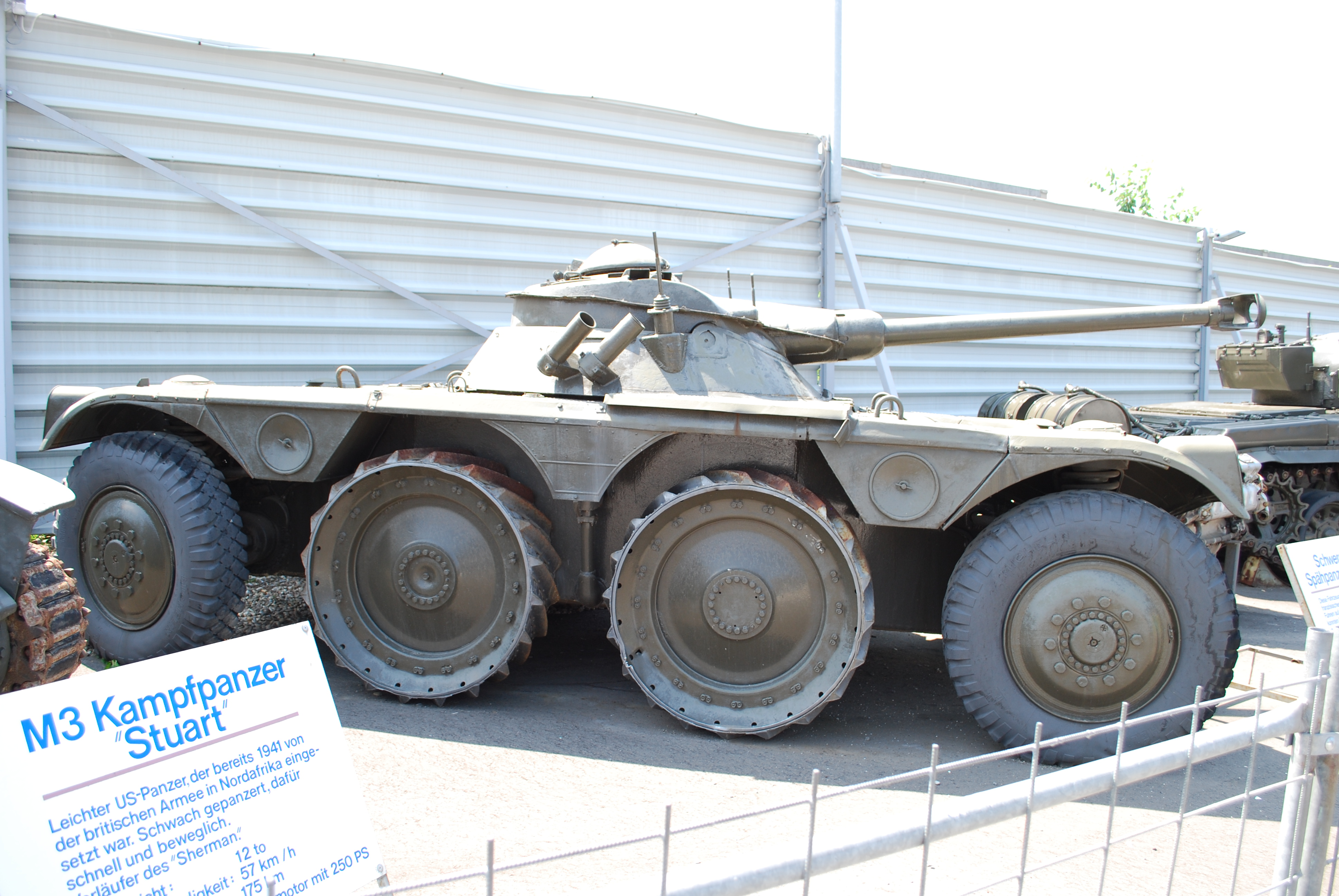
Vista laterale dell'EBR
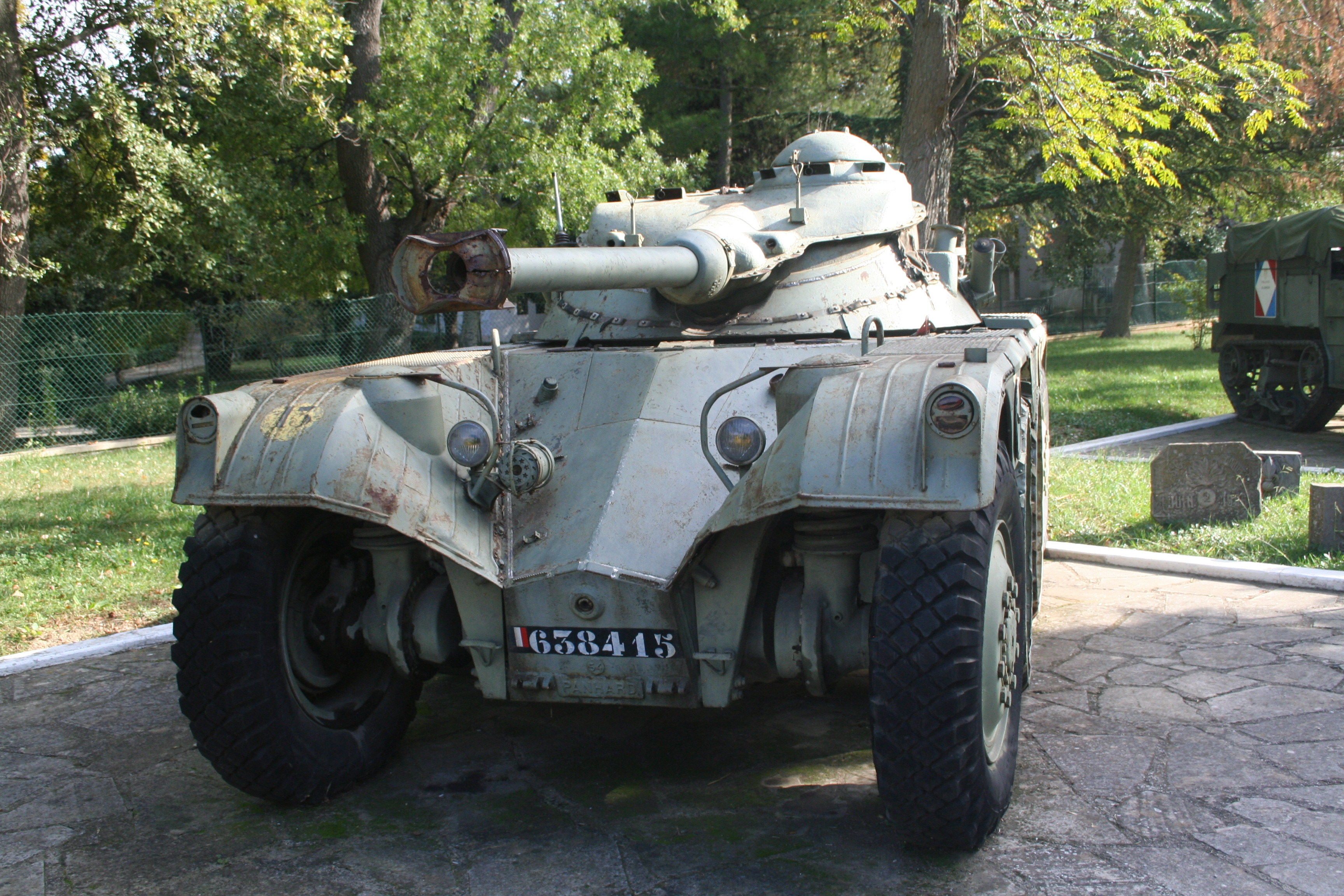
Vista frontale dell'EBR
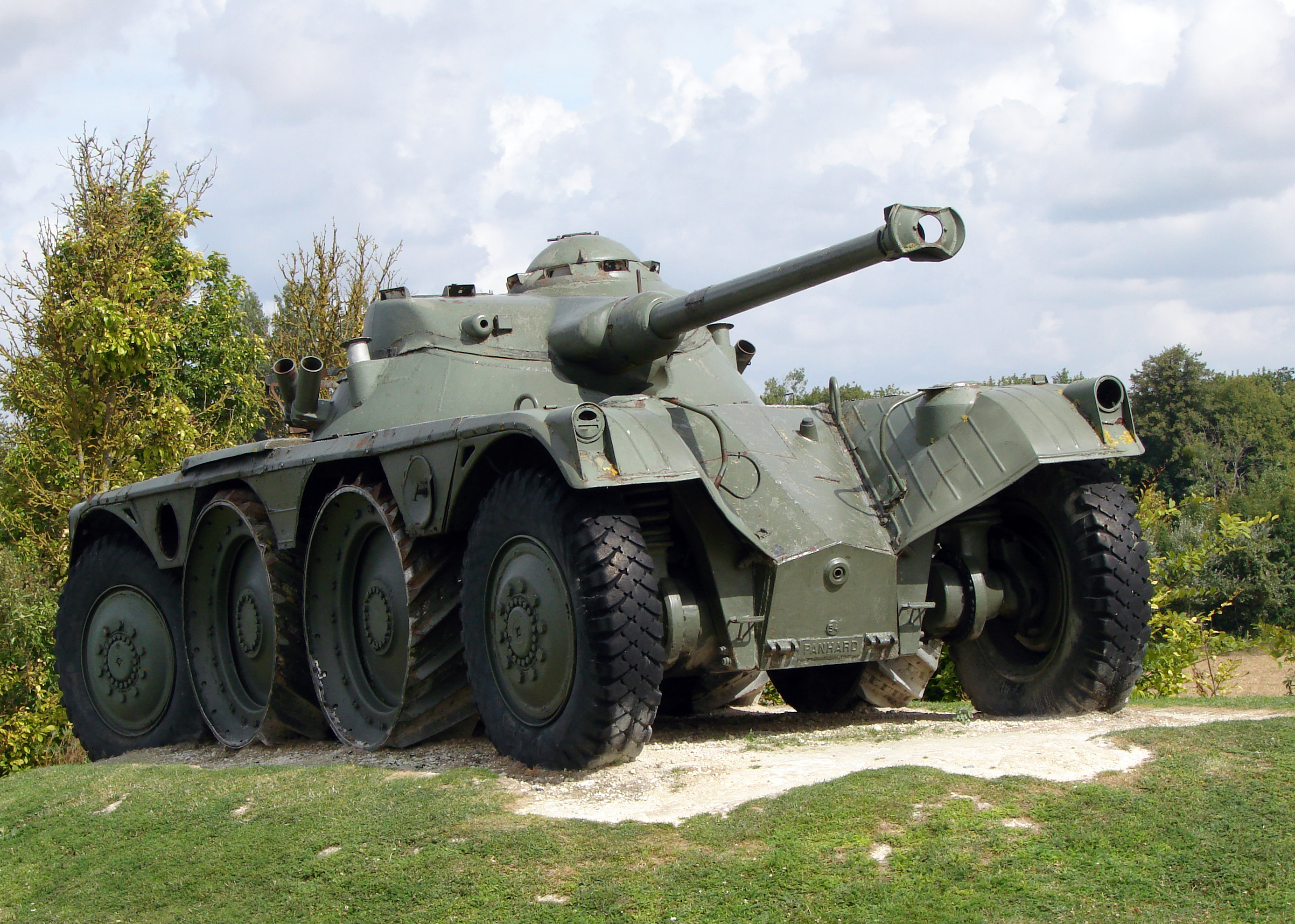
Un EBR esposto lungo lo Chemin des Dames
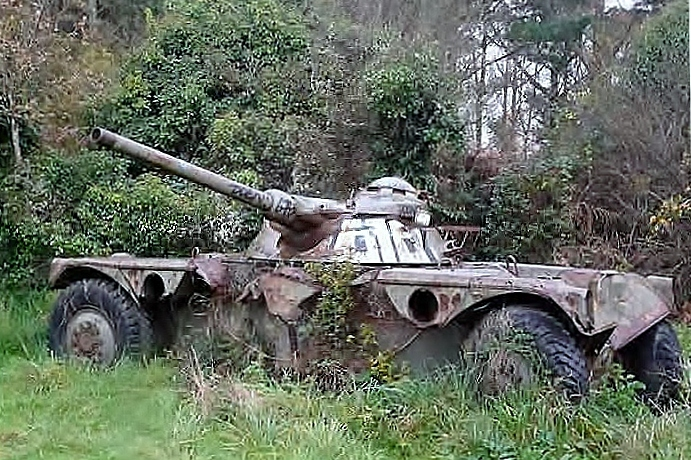
Un EBR abbandonato a Brest
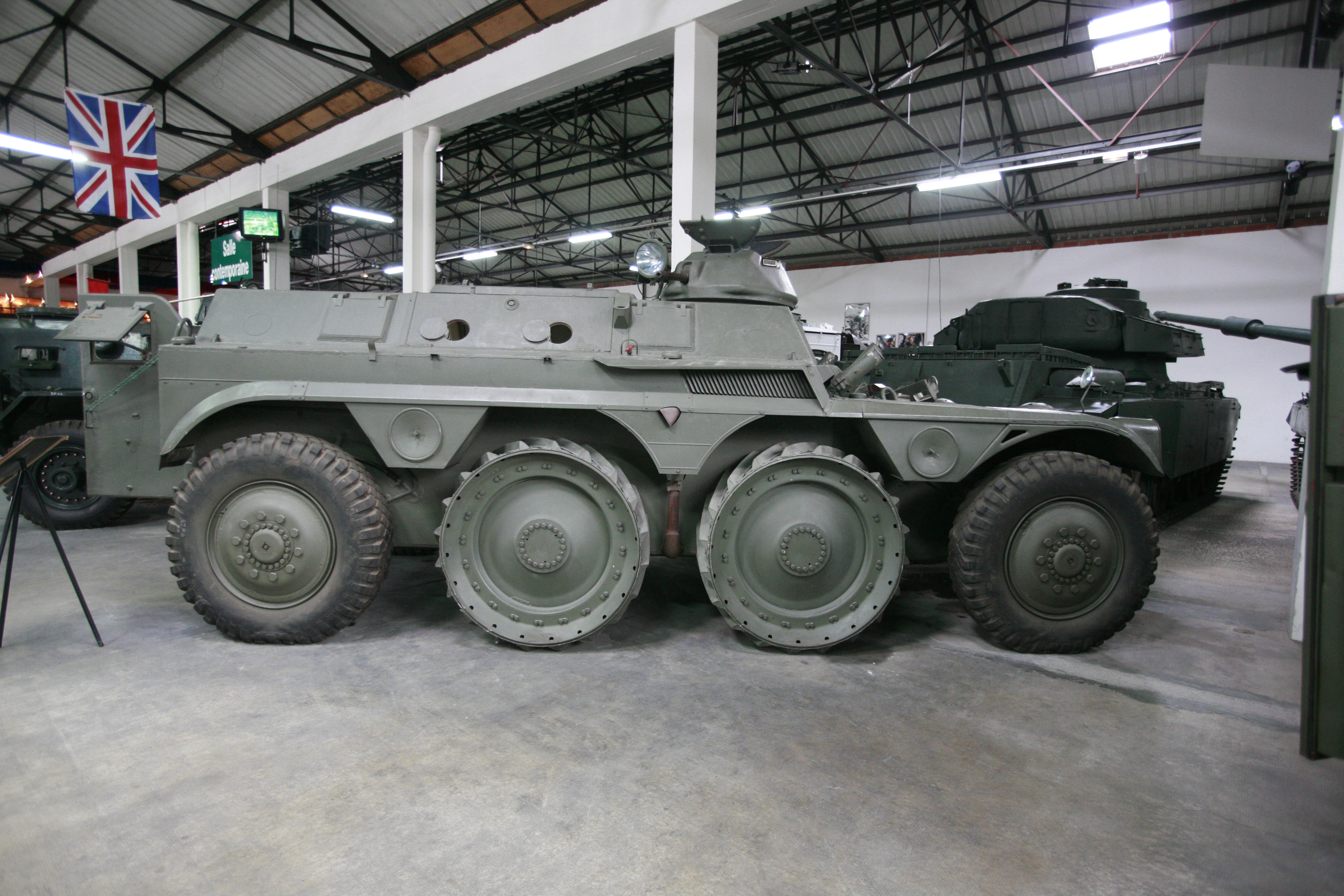
Un EBR ETT